# Гагерн, Ганс Христофор Эрнст
Ганс Христофор Эрнст Гагерн (нем. Hans Christoph Ernst von Gagern; 25 января 1766, Клайннидесхайм — 22 октября 1852, Хорнау) — немецкий государственный деятель, писатель.

## Биография
Родился 25 января 1766 года. Находился в нассауской службе; в 1812 году принимал выдающееся участие в проекте нового восстания в Тироле. Когда этот проект не удался, Гагерн должен был выехать из Австрии. Он отправился сначала в русско-прусскую главную квартиру, а потом в Англию. В 1815 г. он участвовали, в качестве посланника нидерландского короля, в занятиях Венского конгресса. До 1818 г. он был нидерландским посланником при германском союзе. Мнения, которые он высказывал в союзном сейме, свидетельствуют о его либеральном и патриотическом образе мыслей. Он в особенности настаивал на введении конституций в союзных государствах. Позже он был членом первой палаты в Гессен-Дармштадте и имел большое влияние на ход политических дел. Умер в 1852 г.
Из сочинений Гагерна можно упомянуть «Die Resultate der Sittengeschichte»; «Die Nationalgeschichte d. Deutschen» (2 изд., Франкф., 1825-26); «Kritik des Volkerrechts» (Лейпц., 1840) и «Civilisation» (т. 1, т. же, 1847).
Сын его Генрих-Вильгельм-Август (1799—1880).
Фридрих-Балдуин, старший сын Ганса фон Гагерн, нидерландский генерал, родился в 1794 г., служил в австрийской армии, участвовал в сражениях при Дрездене, Кульме и Лейпциге, потом перешел в нидерландскую службу и с отличием сражался в битвах 1815 г. Весной 1848 г. он находился в Германии; в это время в Бадене вспыхнуло восстание Геккера, и Гагерн, не выжидая разрешения нидерландского правительства, принял вверенное ему начальство над баденскими войсками против инсургентов. Тщетно пытался он при Кандерне склонить последних к изъявлению покорности, и когда, после бесплодных переговоров с Геккером, стал готовиться к нападению, был сражен неприятельскою пулею.
Средний Генрих фон-Гагерн, «Das Leben Fr. v. G.» (Гейд. и Лейпциг, 1856-57).
Максимилиан, младший брат предыдущих, родился в 1810 году, состоял сначала в нидерландской, потом в нассауской государственной службе. В 1848 г. он был избран в национальное собрание, где присоединился к своему брату Генриху. Позже перешел в католицизм, поступил в австрийскую службу и был пожизненным членом палаты господ австрийского рейхсрата.